# Jrarat (Armavir)
Jrarat (en armenio: Ջրառատ) es una comunidad rural de Armenia ubicada en la provincia de Armavir.
En 2009 tenía 3090 habitantes. Antiguamente la localidad era conocida como "Gharkhun".
La economía local se basa en la agricultura y la ganadería.
Se ubica en la esquina suroriental de la provincia, unos 10 km al sur de Echmiadzin y unos 2 km al norte de la frontera con Turquía marcada por el río Aras.

## Demografía
Evolución demográfica:
| Año        | 1831 | 1897 | 1926 | 1939 | 1959 | 1970 | 1979 | 1989 | 2001 | 2004 |
| Habitantes | 885  | 1193 | 523  | 535  | 1539 | 2527 | 2818 | 4300 | 2808 | 3458 |